# Брохман, Лариса Ефимовна
Лари́са Ефи́мовна Бро́хман (род. 28 января 1962, Челябинск, СССР) — российская актриса озвучивания и дубляжа, певица, солистка бардовского трио «Мультики», лауреат Ильменского (1985 год), Грушинского (1986 год) и Всесоюзного фестивалей авторской песни.

## Биография
Лариса Брохман родилась в Челябинске 28 января 1962 года в еврейской семье. С детства Лариса очень любила выступать перед родными, близкими — читать стихи, петь, танцевать. В школе занималась художественной самодеятельностью. Увлекалась биологией, три года подряд занимала первые места в городских олимпиадах.
После окончания школы Лариса поступила в Челябинский медицинский институт, который окончила в 1985 году. Там она принимала активное участие в местной команде КВН. Два года проработала врачом-терапевтом. Позднее появилось трио «Мультики», куда, помимо Брохман, также входили её однокурсники Юрий Харченко и Андрей Волков. Затем по приглашению Олега Митяева, который тогда работал комсоргом Челябинского института физкультуры, Лариса перешла на работу в Челябинскую филармонию. В 1994 году переехала в Москву.
Летом 2002 года Брохман приняла участие в телеигре «Сто к одному» на канале РТР в команде «Мультики», состоящей из личностей, так или иначе связанных со словом «мультипликация». После съёмок певица приняла решение работать своим голосом уже в сфере озвучивания. Первой её работой стала роль Шахерезады в российской компьютерной игре «Три богатыря, или Очень страшная сказка» (2002).
Лариса Брохман активно озвучивает российские мультфильмы и мультсериалы, среди которых «Элька», «Фиксики», «Новаторы», «Белка и Стрелка. Озорная семейка», «Чебурашка» (2013), «Поросёнок» и др. Периодически принимает участие и в дубляже иностранных мультсериалов, сериалов и фильмов. Также её голос можно услышать в радиоспектаклях и аудиокнигах. Играет в антрепризах.
В 2009—2013 годах работала актрисой в юмористических проектах «Первого канала» — «Мульт личности» и «Yesterday Live». Принимала участие в финале конкурса пародий «Повтори!» на этом же канале, где исполнила роль Рины Зелёной (миссис Хадсон) в пародии Камиля Ларина на Шерлока Холмса.
В 2016 году голос Ларисы звучал в поезде Московского метрополитена, посвящённом 80-летию студии «Союзмультфильм» — в её исполнении станции объявляли Заяц из «Ну, погоди!» и фрекен Бок из «Карлсон вернулся».
Была упомянута в книге «Энциклопедия отечественной мультипликации».

## Награды
- 2016 — премия «Икар» в номинации «Актёр»[10].

## Дискография
- 1994 — Трио «Мультики». Песни для детей и их родителей
- 2001 — Несказанные слова
- 2008 — Внеклассное пение

## Фильмография

### Роли в кино
- 2004 — Адвокат
- 2006 — Фитиль — разные роли (сюжеты «Я люблю тебя, Москва!» и «Это не лечится»)
- 2008 — Срочно в номер-2 — архивариус (фильм № 10 «Золотой олень»)
- 2011 — Каменская-6 — хозяйка квартиры (эпизод)
- 2018 — Доктор Котов — хозяйка селезня (1-я серия)

## Озвучивание

### Мультфильмы и мультсериалы
- 2004 — Элька и Звёздный почтальон — Элька
- 2004 — Микрополис — Микрошка
- 2005 — Волшебные холмы (Приключения Эльки и его друзей) — Элька
- 2005 — Похитители ёлок — исполнение песни «Дедушка Кокос»
- 2005 — Разве так бывает? (Мультипотам-2) — исполнение песни
- 2005 — Эволюция Петра Сенцова
- 2006 — Мечта (Мультипотам-3) — исполнение песни
- 2006 — Особенный — Веник, друг Сашки
- 2006 — Элька — Элька
- 2007 — Сказка про волка — волчата
- 2007 — Новые, никому не известные, приключения барона Мюнхгаузена — Заяц / Слонёнок
- 2007 — Собачья дверца — такса-старушка
- 2008 — Три котёнка — вокальная партия / Тоша / Затей
- 2009 — Школа снеговиков
- 2009—2013 — Мульт личности — Анастасия Волочкова / Елизавета II / Ангела Меркель / Карла Бруни / Лолита Милявская / Валентина Матвиенко / Татьяна Тарасова / Лариса Гузеева / Елена Ваенга
- 2010—2019 — Везуха! — Тимоха Зимин
- 2010 — Лёлик и Барбарики — Баз / Боня / Буся / Пушистик-переводчик (12) (с 4-й серии)
- 2010 — Приключения котёнка и его друзей
- 2010 — Школа снеговиков. Хоккей в Дедморозовке
- 2010—н.в. — Фиксики — Симка / Любовь Кудыкина, мама ДимДимыча / Игрек / Кусачка (серия «Собака»)
- 2011—2015 — Новаторы — Фил
- 2011—2017 — Белка и Стрелка. Озорная семейка — Рекс / Бублик / Стрелка / Буля
- 2011 — Школа снеговиков. Дед Мороз из Дедморозовки
- 2012 — Как кричит крокодил — все персонажи
- 2012 — Петушок и кошечка — читает текст
- 2012 — Тайна Диона
- 2013 — Шерлок Холмс и чёрные человечки — миссис Хадсон
- 2013 — Привередливая мышка — Сорока
- 2014—2019 — Поросёнок — Поросёнок
- 2014 — Ушла в Париж — улитка
- 2014 — Видеть музыку — Труба
- 2017 — Чудо-юдо — почтовая ворона
- 2017 — Фиксики: Большой секрет — Симка / Любовь Кудыкина, мама ДимДимыча
- 2017 — Подлинный крокодил — читает текст
- 2015—2016 — 10 друзей Кролика — исполнение вступительной песни
- 2017 — Домики — Гриша (вокал) / Петя / женские роли
- 2017 — Знайчишка и его друзья. На кого я похож? — Знайчишка / мать Знайчишки / мать Медвежки
- 2018—н.в. — Оранжевая корова — Мама-корова / Бабушка-такса
- 2018—н.в. — Бобр Добр — вокал
- 2019 — Фиксики против кработов — Симка
- 2019 — Ограбление по-зверски (1-3 серии) — все женские роли
- 2019 — Турбозавры — Ипполит
- 2019 — Фееринки — Дрёма / мама Фантика / Грэнни / Королевская женщина-страж
- 2019 — Умка на ёлке — Умка / мама Умки / мальчик / мама мальчика
- 2019 — Волшебная кухня — Вилочка / Ложечка / Тёрка / Финская солонка
- 2020 — Зебра в клеточку — зебра Поля
- 2020 — Полное погружение — Селена
- 2020 — Капризка — Капризка
- 2021 — Команда Флоры — Лотос Лоти / Клевер Фортуна / Биотриз
- 2021 — Братцы кролики: Байки старого замка — Арчи
- 2021 — Вовка и зима в Тридевятом царстве — Печка
- 2022 — Турбозавры, вперёд! — Ипполит
- 2022 — Умка — Умка
- 2022 — Царство против разбойников — Глаша / Бабка Ульяша / Скворец
- 2022 — Маша и Медведь в кино: 12 месяцев — Декабрь
- 2023 — Турбозавры. Зимние приключения — Ипполит
- 2023 — Шушумагия — Мама Шама
- 2024 — ЛудлВилль — Миссис Мэй / Салли

## Дубляж

#### Мультфильмы
- 2007 — Симпсоны в кино — Барт Симпсон[4]
- 2021 — Мой шумный дом: Фильм — Люси Лауд, Лана Лауд, Лиза Лауд, Клайд МакБрайд, второстепенные персонажи[11]

#### Мультсериалы
- 1985—1991 — Приключения мишек Гамми — Кевин (дубляж студии «Пифагор» по заказу компании «Disney Character Voices International», 2009—2010 гг.)[12]
- 2006 — Чародейки — Тарани Кук[6]
- 2010—2013 (дубляж 2011—2013 годов) — Дружба — это чудо — Эпплджек / Бабуля Смит / Лайтнинг Даст / другие второстепенные персонажи (1—3 сезоны)[12]
- 2013—н.в. — Щенячий патруль — Зума / Крепыш[4]
- 2013—2020 — Вселенная Стивена — Гранат / Сэйди Миллер / Рубин / различные самоцветы и второстепенные персонажи[13]
- 2015—2019 — Звёздная принцесса и силы зла — Звёздочка Баттерфлай (со 2-го сезона)[13]

#### Компьютерные игры
- 2002 — Три богатыря, или Очень страшная сказка — Шахерезада[8]
- 2006 — The Longest Journey (русское название — Бесконечное путешествие)[14] — Банду-Ута
- 2014 — Watch Dogs — Джексон Пирс[15]
- 2021 — My Friend Peppa Pig — Джордж / Бабушка Свинка / Щенок Дэнни / Пони Педро / Крот Молли / Кролик Ребекка[16]
- 2023 — Valorant — Мирай «Sage» Кимура[17]
- 2024 — Dead Rising Deluxe Remaster — Линдси Харрис / Дочь[18]